# Таов Хасанбі Урусбійович
Хасанбі Урусбійович Таов (рос. Хасанби Урусбиевич Таов, 5 листопада 1977) — російський дзюдоїст, олімпійський медаліст.

## Виступи на Олімпіадах
| Олімпіада  | Дисципліна               | Місце |
| ---------- | ------------------------ | ----- |
| Афіни 2004 | дзюдо, середня категорія | 3T    |